# Цыганков, Борис Дмитриевич (психиатр)
Борис Дмитриевич Цыганков (род. 25 апреля 1950 года) — советский и российский психиатр, член-корреспондент РАН (2016).

## Биография
Родился 25 апреля 1950 года в семье врачей.
В 1973 году — окончил лечебный факультет Московского медицинского стоматологического института (сейчас это Российский университет медицины Министерства здравоохранения Российской Федерации), а в 1975 там же окончил клиническую ординатуру по специальности «психиатрия».
С 1975 по 1992 годы работал в должности младшего, затем старшего, ведущего научного сотрудника отдела терапии психических заболеваний Московского НИИ психиатрии.
В 1979 году — защитил кандидатскую, в 1988 году — докторскую диссертации.
В 1990 году — было присвоено учёное звание профессора.
С 1998 года — заведующий кафедрой психиатрии, наркологии и психотерапии Московского государственного медико-стоматологического университета.
С 2010 года — профессор кафедры многопрофильной клинической подготовки факультета фундаментальной медицины МГУ.
С 2010 по 2015 годы — исполнял обязанности главного внештатного специалиста-психиатра Департамента здравоохранения г. Москвы.
В 2016 году — избран членом-корреспондентом РАН.

## Научная деятельность
Специалист в области психиатрии.
Основные направления научных исследований посвящены фундаментальному изучению клинико-патогенетических характеристик психических заболеваний в различные возрастные периоды.
Автор и соавтор более чем 400 статей, 22 монографий, 8 руководств, 2-х книг в 2-х частях, 20 учебных пособий, 4-х сборников научных трудов (под редакцией), 5-ти учебников, 4-х изобретений, 5 патентов.
Под его руководством защищено 16 докторских и 54 кандидатских диссертации.
Члена Президиума Российского общества психиатров, председатель Московского областного общества психиатров и психиатров-наркологов, член редакционных советов профильных российских и зарубежных журналов по психиатрии.

## Награды
- Орден Мужества (1997) — за участие в ликвидации последствий Чернобыльской аварии[4]
- Орден Почёта (2020)[5]
- Премия Правительства Российской Федерации в области науки и техники (в составе группы, за 2010 год) — за разработку и внедрение ксенонотерапии опийной и алкогольной зависимости на основе отечественных технологий и оборудования[6]
- Заслуженный деятель науки Российской Федерации (2011)[7]
- Заслуженный врач Российской Федерации (2001)[8]
- Премия Правительства Москвы в области медицины (2012)[9]
- Благодарность ректора МГУ (2020)[9]